# Цернец
Церне́ц (ромш. Zernez) — громада  в Швейцарії в кантоні Граубюнден, регіон Енджадіна-Басса/Валь-Мюштайр.

## Географія
Громада розташована на відстані близько 205 км на схід від Берна, 50 км на схід від Кура.
Цернец має площу 344 км², з яких на 0,7% дозволяється будівництво (житлове та будівництво доріг), 11,6% використовуються в сільськогосподарських цілях, 28% зайнято лісами, 59,7% не є продуктивними (річки, льодовики або гори).

## Демографія
2019 року в громаді мешкало 1523 особи (-3,2% порівняно з 2010 роком), іноземців було 18,8%. Густота населення становила 4 осіб/км².
За віковим діапазоном населення розподілялося таким чином: 18,8% — особи молодші 20 років, 57,7% — особи у віці 20—64 років, 23,4% — особи у віці 65 років та старші. Було 694 помешкань (у середньому 2,2 особи в помешканні).
Із загальної кількості 891 працюючого 84 було зайнятих в первинному секторі, 234 — в обробній промисловості, 573 — в галузі послуг.